# Микел Огорд
Микел Огорд (дан. Mikkel Aagaard — Фредериксхавн, 18. октобар 1995) професионални је дански хокејаш на леду који игра на позицији нападача. 
Члан је сениорске репрезентације Данске за коју је дебитовао на светском првенству 2016. године. 